# Lloyd Austin
Lloyd James Austin III (Mobile, Alabama, 8 augustus 1953) is een Amerikaans voormalig viersterrengeneraal en was vanaf 22 januari 2021 tot 20 januari 2025 minister van Defensie in het kabinet-Biden.

## Biografie
Austin leidde van 2010 tot 2011 de Amerikaanse en coalitietroepen in Irak en coördineerde de terugtrekking van de laatste Amerikaanse militairen. Tevens was hij vicestafchef van de United States Army van 2012 tot 2013 en commandant van United States Central Command (CENTCOM) van 2013 tot 2016. In januari 2021 werd Austin benoemd tot minister van Defensie in het kabinet van president Biden, en werd daarmee de eerste Afro-Amerikaan in die functie.
Begin 2024 maakte het militaire ziekenhuis Walter Reed in Bethesda bekend dat Austin prostaatkanker heeft, een diagnose die hij in december 2023 kreeg. Er was ophef toen bleek dat Biden wekenlang niet was ingelicht over Austins medische toestand.
- Gemeinsame Normdatei: 1224680987
- Library of Congress Control Number: no2011091741
- Nationale Bibliotheek van Israël: 987007370219905171
- SNAC: w68t9860
- Virtual International Authority File: 171788907
- WorldCat: E39PBJgmRd3Ch6hV4mhy844H4q